# 孫架
孫架（1548年—1580年），字國棟，號柱石，山東萊州府平度州昌邑縣人，軍籍，明朝政治人物。

## 生平
萬曆元年（1573年）癸酉科山東鄉試第十二名。萬曆八年（1580年）三甲第一百三十四名進士。都察院觀政，本年授官直隸束鹿縣知縣，未赴任卒。

## 家族
曾祖父孫欽；祖父孫享，曾任義官；父親孫世惠，曾任大使。母黃氏。